# OMAC Laser 300

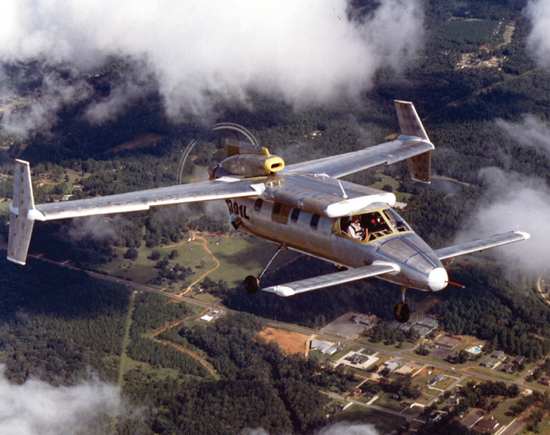
Uno de los tres prototipos del OMAC Laser 300, fotografiado aquí durante unas pruebas de vuelo a mediados de los años 1980.

El OMAC Laser 300, originalmente llamado OMAC I, fue un proyecto estadounidense de avión de negocios del que se fabricaron tres prototipos en los años 1980 pero que nunca llegó a alcanzar la fase de producción en cadena.

## Desarrollo
El OMAC Laser 300 consistía en un diseño muy inhabitual, con un plano fijo delantero de tipo canard, un motor turbohélice en configuración propulsora y una disposición de alas en monoplano de ala alta que llevaba aletas estabilizadoras en las puntas de las alas. La construcción fue de metal en todas las partes constituyentes de la estructura. La cabina podía acomodar de seis a siete pasajeros, pero incorporaba asientos aptos para ser rápidamente retirados y de este modo reconvertir el aparato en un pequeño avión de transporte de material. Al principio del desarrollo, se planeaba producir una versión del diseño basada en la propulsión por turbofan, pero esta idea fue abandonada.
El primer prototipo voló el 11 de diciembre de 1981 y OMAC (siglas de «Old Man's Aircraft Company»), originalmente esperaba la certificación a mediados de 1982. Estos esfuerzos se retrasaron por un accidente en el suelo y luego por un accidente de aterrizaje causado por el fallo de una pieza de bloqueo en el tren de aterrizaje. Un segundo prototipo salió al aire el 19 de febrero de 1983, y se esperaba su certificación «como muy tarde para diciembre de 1984». Sin embargo, a finales de 1983, el proceso de certificación todavía se encontraba en sus etapas preliminares.
A mediados de la década de 1980, el programa del Laser 300 se convirtió en uno de los primeros proyectos que el equipo llevaría a cabo en cooperación entre la NASA y la industria privada, cuando se aliaron el uso del túnel de pruebas Langley, de 12 pies de largo, para pruebas a baja velocidad e investigación de las características de estabilidad y control de diseños inhabituales. Se prestó especial atención al comportamiento con altos ángulos de ataque y resistencia al atasco y a los giros. Los resultados fueron desfavorables, lo que indicaba una estabilidad longitudinal deficiente en ángulos de ataque elevados. El diseño del ala fue entonces modificado para incluir un borde de incidencia más posterior en la zona del borde de ataque, y una sección más discontinua en la zona del borde de fuga de las alas. Las características obtenidas fueron juzgadas buenas teniendo en cuenta que se estimaba que los alerones de tipo canard proporcionaban un momento de cabeceo en el momento de la entrada en pérdida. Estos cambios fueron introducidos y sometidos a pruebas en el segundo prototipo antes de que el diseño general del aparato fuera definitivamente fijado en abril de 1985. Además, los aparatos fabricados después fueron rediseñados para tener un fuselaje de sección circular, un morro rediseñado y compartimentos de equipaje adicionales.
Mientras tanto, OMAC se trasladó de las TIC hogar original en Reno, Nevada, para Albany, Georgia en enero de 1985 como un acuerdo había terminado el juego con atteint Ayres Corporation para llevar a cabo la fabricación de la aeronave en la planta de Albany de la empresa. La certificación se anticipó a mediados de 1986. A fines de 1986, se estaba construyendo un tercer prototipo en Ayres, incorporando los refinamientos que se habían probado en el segundo ejemplar. Este ejemplar fue construido en 2000 y fue construida en 1987. El tercer prototipo (y primer ejemplar de la serie de producción) voló por primera vez el 29 de julio de 1987. A partir de esa fecha se esperó que la certificación del aparato llegase hacia mayo de 1988. Para entonces la producción del nuevo diseño 300 Laser ya llevaba acumulado un año de retraso, y el costo previsto del avión había pasado de $ US $ 550,000 a $ 875,000, que es el costo de aviones más capaces. El avión se exhibió en el espectáculo de NBAA en Dallas, Texas en octubre de 1988, momento en el cual se había llevado a cabo sin ningún incidente. La certificación ahora se esperaba para fines de 1989 o principios de 1990.
En febrero de 1989, sin embargo, se requirieron $ 20 millones para financiar la certificación y la producción inicial con OMAC Hopping a tener una certificación en su lugar antes de mayo y 17 aviones entregados a finales de año por un costo de $ 975,000 por avión.

## Especificaciones
Características generales
- Tripulación: 2
- Pasajeros: 5
- Longitud: 29 pies y 7 pulgadas (9,02 m)
- Envergadura: 41 pies y 6 pulgadas (12,65 m)
- Altura: 9 pies y 10 pulgadas (3 m)
- Superficie alar: 230 pies2 (21,4 m²)
- Peso en vacío: 3.800 libras (1.700 kg)
- Peso bruto: 6.400 libras (2.900 kg)
- Planta motriz: 1 × Pratt & Whitney Canada PT6A-135A de 750 caballos hp (560 kW)

Rendimiento
- Velocidad de crucero: 290 mph (467 km/h)
- Alcance: 2.165 millas (3.484 km)
- Techo de vuelo: 30.000 pies (9.200 m)
- Régimen de ascenso: 10,2 m/s
- Tiempo de ascenso: 2.000 pies en 1 min